# Myosotis latifolia
Myosotis latifolia là loài thực vật có hoa trong họ Mồ hôi. Loài này được Poir. mô tả khoa học đầu tiên năm 1816.